# Работническо селище В. И. Ленин
Работническо селище В. И. Ленин (на руски: Рабочий посёлок имени В. И. Ленина) е селище от градски тип в Русия, разположено в Баришки район, Уляновска област. Населението му към 1 януари 2018 година е 2162 души.